# ボトシャニ
ボトシャニ （Botoşani）は、ルーマニア北部の都市。ボトシャニ県の県都。モルダヴィア地方に属する。ルーマニアを代表する詩人ミハイ・エミネスクと歴史家ニコラエ・ヨルガの出身地である。

## 市名の由来
市名はおそらく、ボイェリの一族であるボタシュ家（Botaş）に由来するとされる。ボタシュ家の名は、15世紀終わりにモルダヴィア公であったシュテファン3世時代の古い記録に見られ、11世紀に遡ることのできるモルダヴィアの重要な一族の一つとされている。

## 歴史
市にある最古のものは、1350年の日付のあるアルメニア人の墓石である。ボトシャニの初めての記載は、グリゴレ・ウレケによって書かれたモルダヴィア年代記中にあり、1493年11月28日にノガイ人の圧倒的な侵攻がされた記録と同時に書かれた。市は初めは市場の町であり、いくつかの商業路が交わる場所となった。16世紀には、既にモルダヴィア最古で最大の市が開かれていた。
ユダヤ人とアルメニア人貿易商人の大規模なコミュニティーが、17世紀以降この市にあった。
1859年創立でルーマニア最古の高等教育機関の一つであるA.T.ラウリアン国立カレッジが市内にある。

### 見どころ
- チョマク・カンテミルの家（Ceomac Cantemir House）　-　1800年から史跡となっている([リンク切れ]);
- ニコラエ・ヨルガ記念館 （"Nicolae Iorga" Memorial House）　-　ヨルガが幼年時代を過ごした家。
- オクタヴ・オニチェスク記念館 （"Octav Onicescu" Memorial Museum'）　-　数学者・哲学者オクタヴ・オニチェスクがかつて所有していた家。
- 郡博物館 （County Museum）　-　18世紀後期の建築。かつてニコラエ・ヨルガの祖父が暮らしていた。1989年から一般公開。この地方の田舎の暮らしを展示する。
- シュテファン・ルキアン美術館（"Ştefan Luchian" Art Galleries）　-　シュテファン・ルキアン、オクタヴ・バンチラらの作品を所蔵。
- ミハイ・エミネスク国立劇場 （"Mihai Eminescu" State Theatre）　-　1914年開館。1944年に空襲で破壊されたが1958年に再建された。
- ヴァシラケ人形劇場 （"Vasilache" Puppet Theatre）　-　ルーマニア内外の人形一座が本拠とする。
- ボトシャニ国立フィルハーモニック （Botoşani State Philharmonic）　-　19世紀の新古典主義建築であるヴィラ・ヴェントゥラを本拠地として定期公演を行う。
- ラプソジイ・ボトシャニロル・アンサンブル （"Rapsozii Botoşanilor" Ensemble）　-　民族音楽の楽団。
- ミハイ・エミネスク県立図書館 （"Mihai Eminescu" County Library）　-　380,000冊を所蔵。フランスとドイツの影響を受けた19世紀後期のユニークな建築物カサ・モスコヴィチに入っている。
- 旧市街　-　17世紀から18世紀にかけ建てられた商業建築物が建つ。
- ウスペニア教会　-　1552年、モルダヴィア公ペトル・ラレシュの妻エレナが創設した。ミハイ・エミネスクが洗礼を受けた場所でもある。
- スファントゥ・ゲオルゲ教会　-　1551年にエレナ・ラレシュが創設
- スファントゥ・ニコラエ教会　-　1496年、シュテファン3世が創設。内部装飾は15世紀からのもの。修道院は壁に囲まれ、小さなシタデルの様相である

## 交通
- ボトシャニ市電

## スポーツ
- FCボトシャニ　-　プロサッカークラブ

## 姉妹都市
- ブレスト, ベラルーシ
- ラヴァル、カナダ、2000年

## 出身有名人
- フロリン・アンドネ - プロサッカー選手
- ミハイ・エルネスク - 詩人